# Schloss Geltolfing

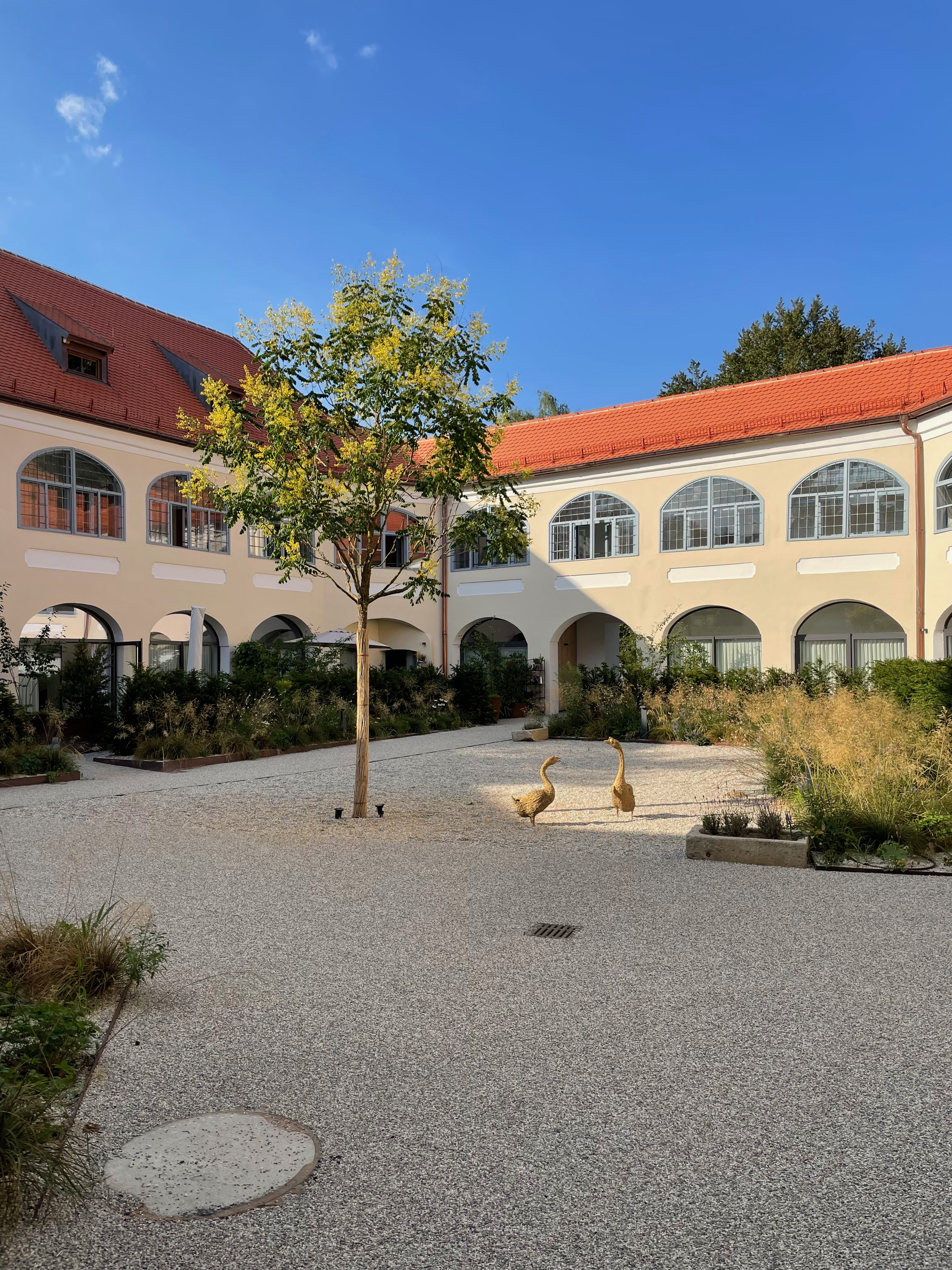
Arkadenhof Schloss Geltolfing

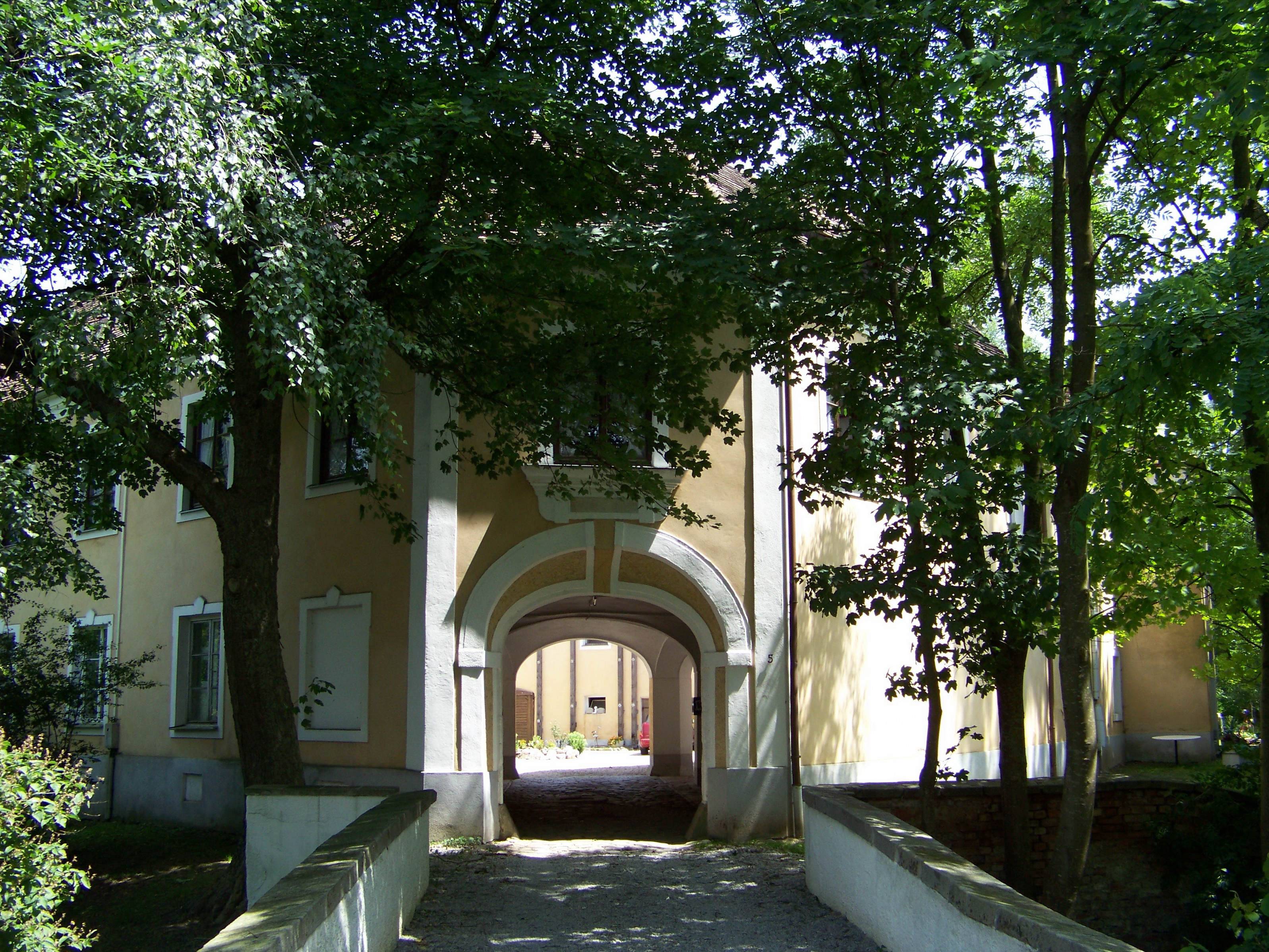
Einfahrt zu Schloss Geltolfing

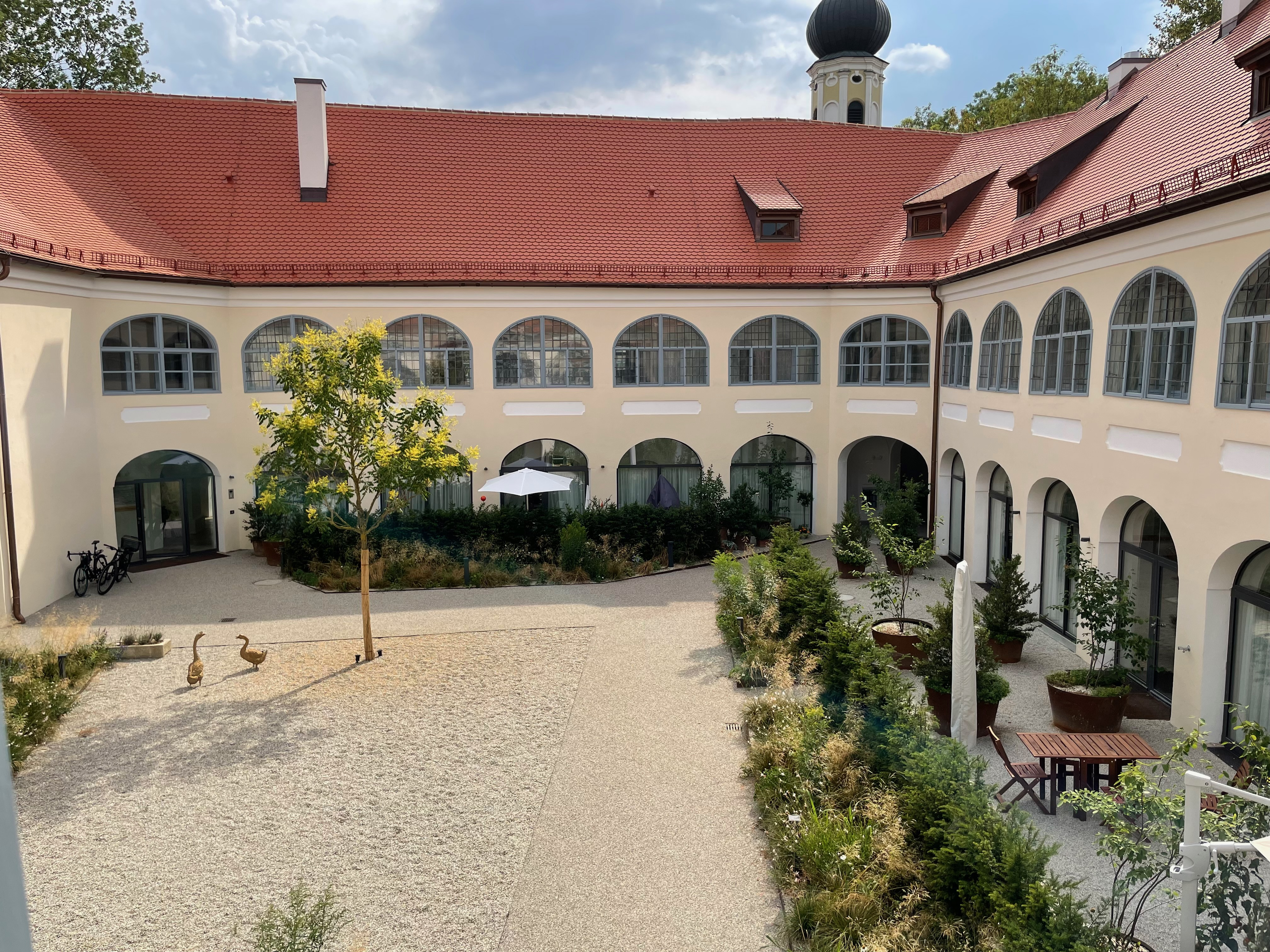
Arkaden Schloss Geltolfing

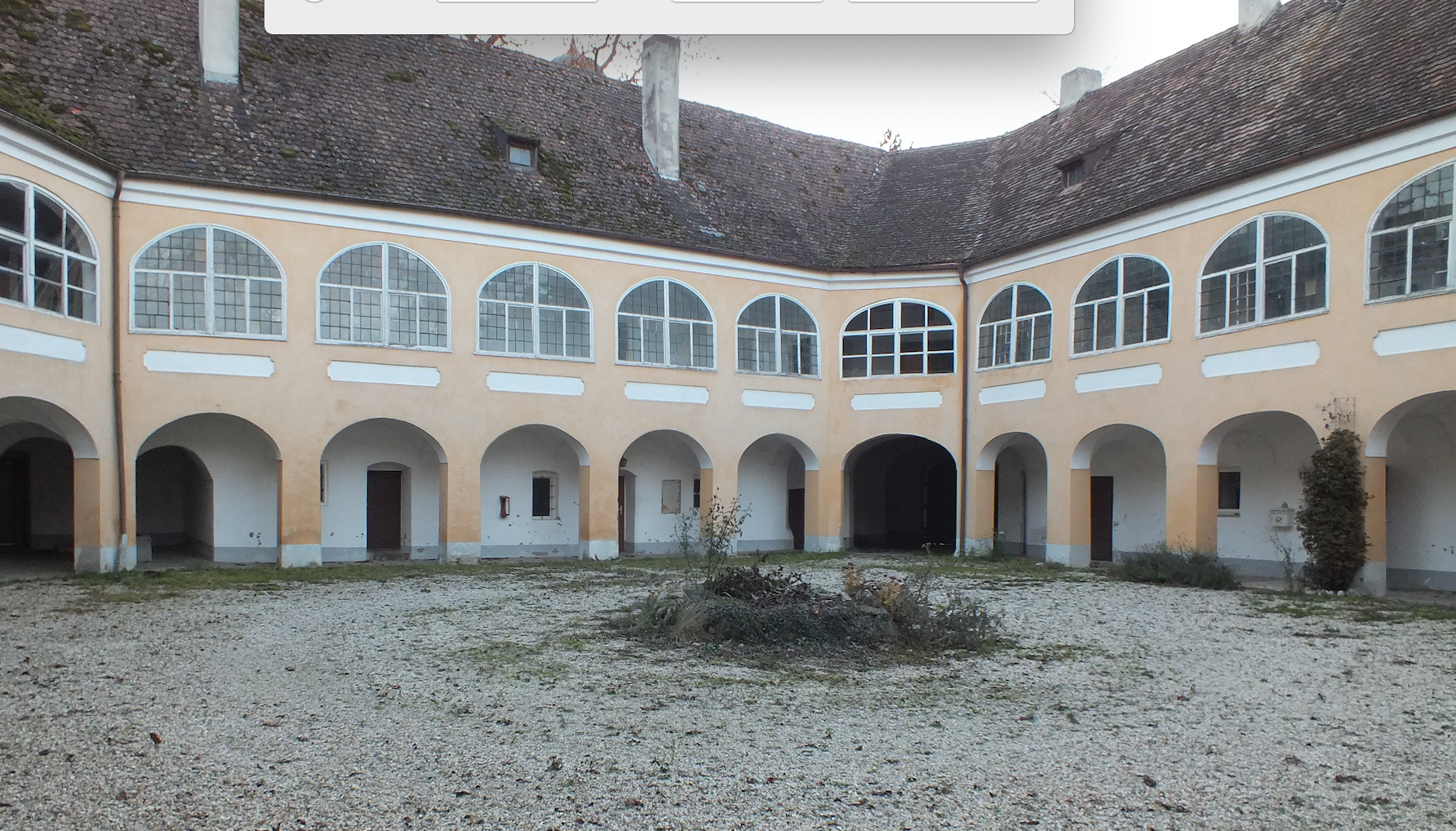
Arkadenhof Schloss Geltolfing Südseite

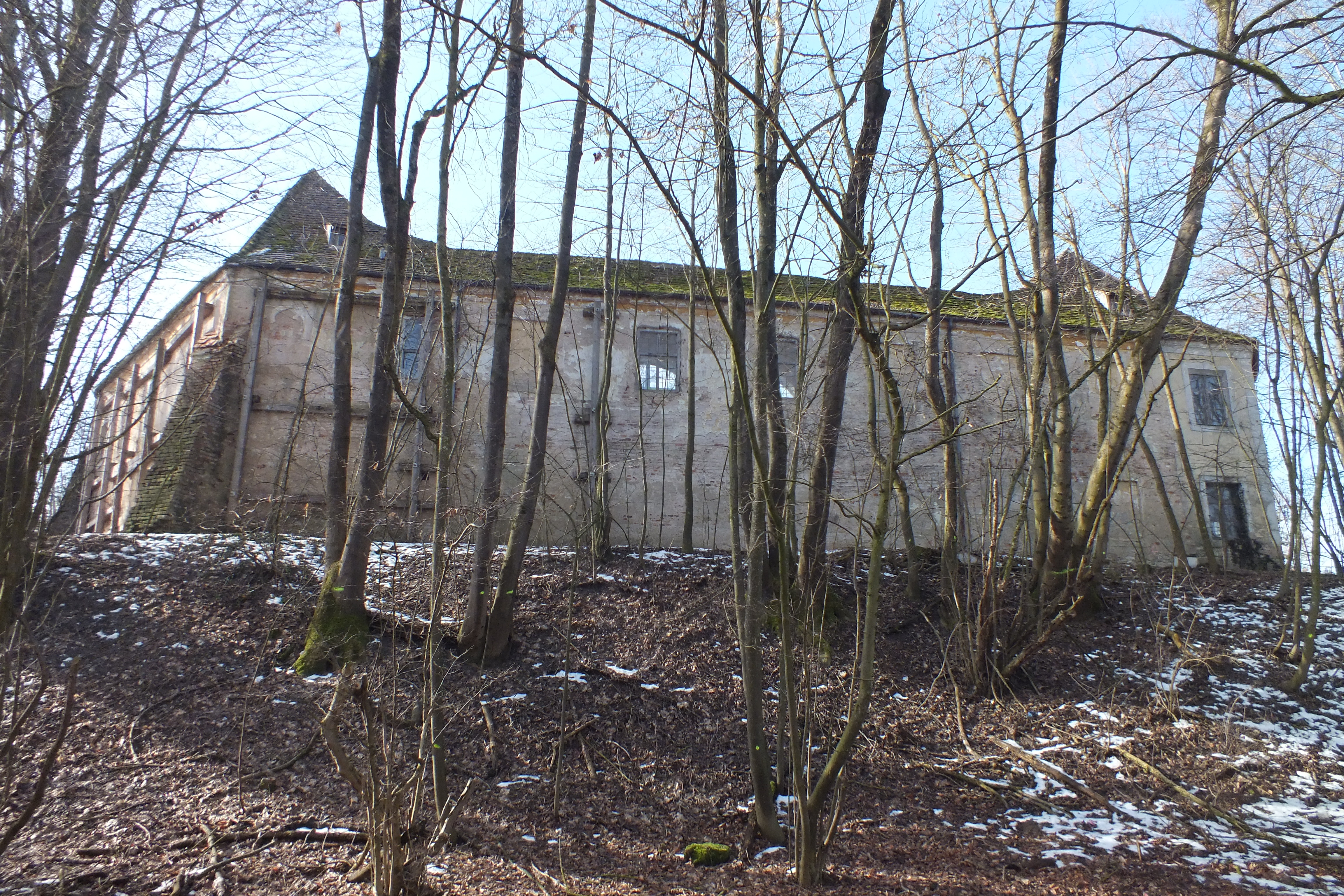
Nordansicht Schloss Geltolfing

Das Schloss Geltolfing befindet sich in dem gleichnamigen Gemeindeteil der Gemeinde Aiterhofen im niederbayerischen Landkreis Straubing-Bogen (Kirchweg 5). Es ist unter der Aktennummer D-2-78-113-8 als Baudenkmal verzeichnet. „Untertägige frühneuzeitliche Befunde im Bereich des ehem. Wasserschlosses von Geltolfing und seiner Vorgängerbauten“ werden zudem als Bodendenkmal unter der Aktennummer D-2-7141-0397 mit der Beschreibung  geführt.

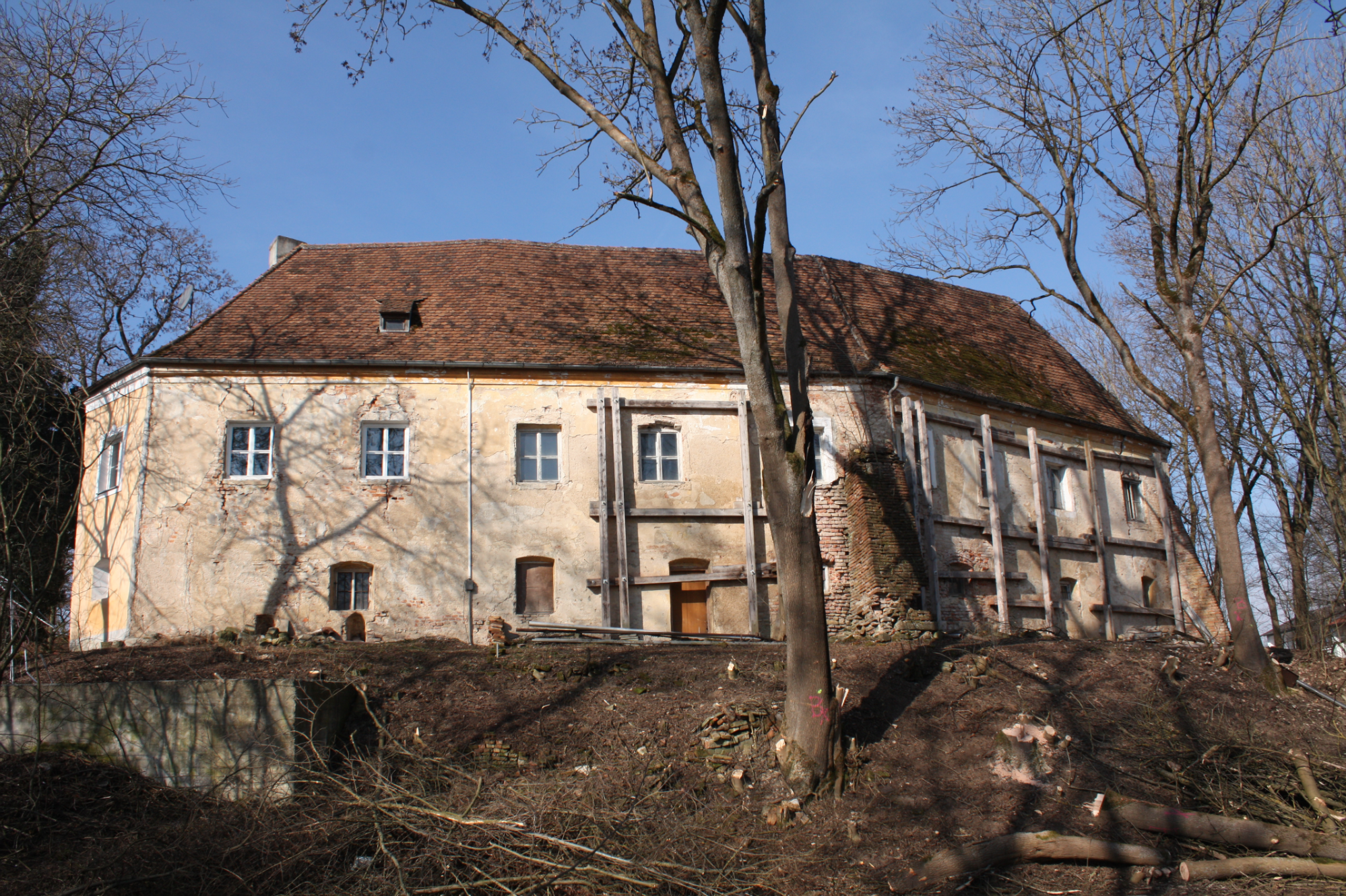
Ostseite Schloss Geltolfing, ehem. Palas

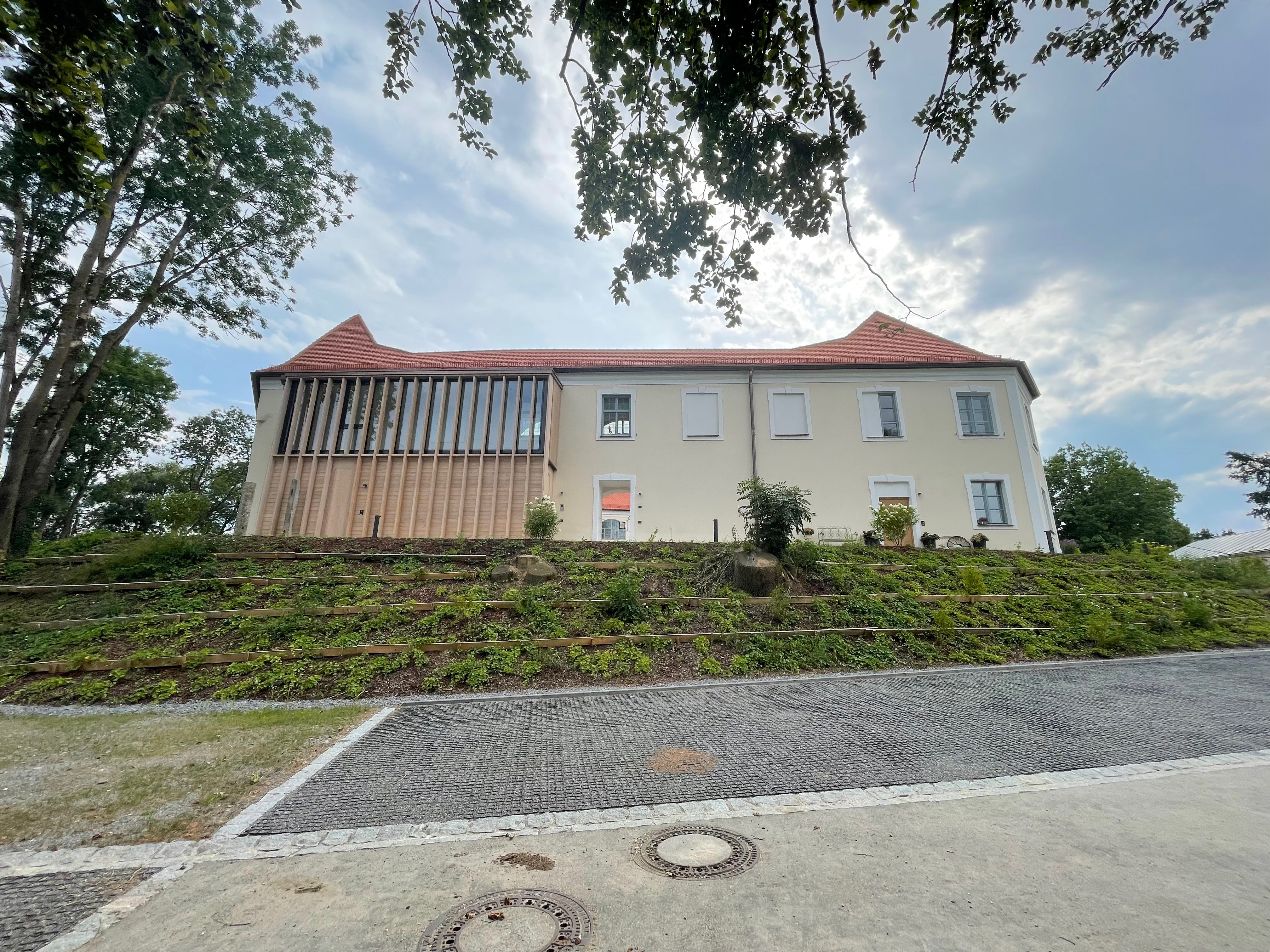
Nordseite Schloss Geltolfing, ehem. Umfassungsmauer

## Geschichte
Geltolfing gilt als eine der ältesten Siedlungen in diesem Gebiet. 1031 sind in einem St. Emmeramer Rotulus hier erstmals tres mansus urkundlich bezeugt. Im St. Emmeramer Schenkungsbuch ist auch ein Besitzrecht des Klosters auf die Burg und die Pertinenzen dokumentiert, wobei aber gesagt wird, die bayerischen Herzöge hätten dies zu Lehen. Um die Wende vom 13. zum 14. Jahrhundert erscheint das castrum mit Zugehör in den Herzogsurbaren. Bis dahin dominierte hier die Regensburger Kirche, die in einem engen Verhältnis zu den Geltolfingern stand.
Um 1126 treten Poppo et frater eius Gerolt de Eitenhouen als Zeugen auf. Poppo von Geltolfing errichtet in Geltolfing eine capella und ließ diese vom Regensburger Bischof weihen, wobei er sich das Privileg vorbehielt, einen Priester zu ernennen. 1157 werden Poppo de Geltolfingen, Eberhardus, Ortwin filii eius genannt. Dieser Poppo (I.) war mit einer Richenza verheiratet. Sein Sohn Ortwin hatte wieder einen Poppo (II.) zum Sohn, auf ihn folgen Poppo (III.) und Ulrich, verheiratet mit einer Adelheid. Eberhard wird auch noch in einer Urkunde von 1162 genannt. Ein Poppo macht 1207 eine Schenkung an Kloster Oberalteich, er erscheint nochmals 1224 als Zeuge Poppo de Geltolfinge. 1194 tritt ein Ulrich von Geltolfing als Zeuge eines Schenkung des Bogener Grafen Berthold auf. Der letzte der bezeugten Geltolfinger ist Anfang des 13. Jahrhunderts ein nobilis vir und zugleich ministerialis nostre ecclesia, welcher 1236 seinen Besitz in Geltolfing an das Bistum Regensburg übergibt und es von dort wieder als Lehen erhält.
Ein Albrecht von Geltolfing († um 1290) unklarer Herkunft tritt im 13. Jahrhundert auf, eventuell ein Bruder des Vitztums Otto von Straubing. Nicht bekannt ist, ob er sein Lehen von der Regensburger Kirche oder den bayerischen Herzögen erhalten hat. Der Geltolfinger Besitz (Burg und Zugehör) wurde von den bayerischen Herzögen an den Vitztum Albrecht von Straubing verpfändet, allerdings nicht ohne Unterbrechungen, denn einmal wird die Herzogin Agnes im Besitz von Geltolfing erwähnt. Letztlich bleibt Geltolfing aber in der Familie der Straubinger, wobei sich der 1319 erwähnte Albrecht dann von Geltolfing nennt. 1323 waren dann die Erben Jakobs von Geltolfing Inhaber der Burg. Von dem Jakob muss Geltolfing an den Herzog gefallen sein. Herzog Heinrich der Ältere konnte deshalb Geltolfing von Alhard dem Saulburger gegen die Burg zu Saulburg eintauschen. 1316 heiratet Agnes, Alharts Tochter, den Stephan von Sattelbogen; als Heiratsgut erhielt sie u. a. die Burg Geltolfing.
Auf die Saulburger folgten dann die Sattelbogener, allerdings über einen Umweg, denn Hans der Sattelboger erwarb Geltolfing 1379 von Rudolf dem Nußberger. Ein Streit um dieses Lehen mit Leopold von Puchberg wurde 1408 auf offener Schranne zugunsten des Hans dem Satelboger entschieden. 1429 erhielt ein weiterer Hans Festung, Kapelle und Zubehör in Geltolfing von den Herzögen Ernst und Wilhelm als Lehen und dieser Satelboger wird erstmals auch in die Landtafel aufgenommen. Auf ihn folgen Jörg und Hans die Sattelboger zu Geltolfing. 1467 bestätigt Kaiser Friedrich dem Sattelboger Jörg alle Freiheiten, die zu dem Schloss gehören. 1493 wurde Geltolfing von Herzog Albrecht an Sigmund den Sattelboger verliehen. Über dessen Tochter Margarethe kam Geltolfing dann an ihren Gatten Jobst von Perlichingen (dieser erscheint 1510 und 1525 in den Landtafeln). 1551 erhielt sein Sohn Hans Christoph den herzoglichen Lehensbrief. 1562 wird ein Lehensbrief für dessen minderjährige Söhne ausgestellt. 1567 bewohnt die Witwe des Hans Christoph das Schloss. 1583 wird es von ihren Söhnen an ihren Schwager Hans Eberhard und dessen Bruder Hans Georg von Closen zu Arnstorf verkauft. Von 1585 stammt ein Lehensbrief für Hans Georg von Closen und für den Sohn des zwischenzeitlich verstorbenen Hans Eberhard von Closen, Hans Christoph. 1599 sind hier die Erben des Hans Eberhard von Closen, neben dem Sohn noch drei Töchter, genannt. 1609 sind hier neben den Closen auch die Herrn von Tanberg genannt.
Nach dem Tod des Hans Christoph von Closen fiel Geltolfing wieder an den Landesherren zurück. Dieser übergab das Lehen an die Maxlrainer. 1621 stellen Wolf Wilhelm, Heinrich Georg, Wolf Veit und Johannes von Mäxlrain den Lehensrevers aus. Bis 1734 blieb diese Familie im Besitz von Geltolfing. Nach dem Ableben des letzten Maxlrainers versuchte Freiherr Lerchenfeld auf Aham, der mit den Maxlrain verschwägert war, in den Besitz von Geltolfing zu kommen, was ihm aber durch Kurfürst Max Joseph verwehrt wurde. Bis 1762 wurde Geltolfing durch einen Lehensprobst verwaltet, dann wurde es an Graf Joseph Ferdinand Maria von Salern verliehen, ihm folgte 1801 Max Graf von Salern.

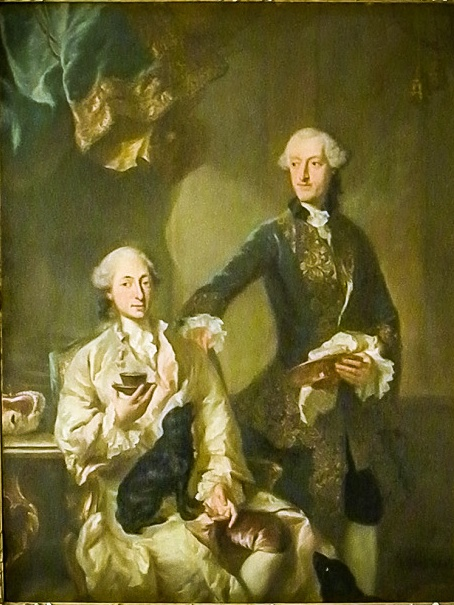
Graf Joseph von Salern mit Maximilian III. Joseph von Bayern

## Baugeschichte und heutige Form

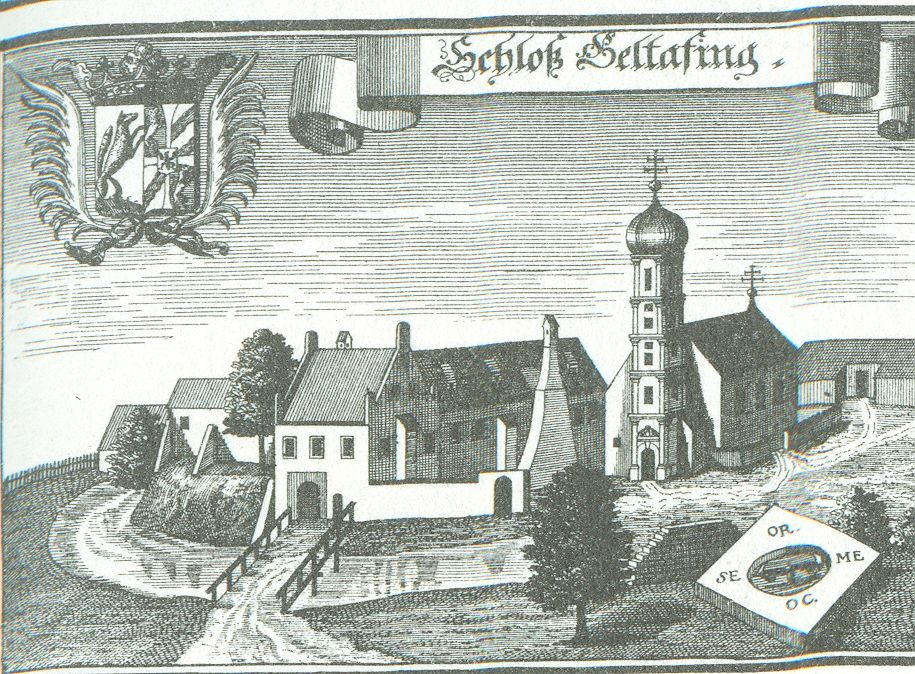
Schloss Geltofing nach einem Stich von Michael Wening von 1721

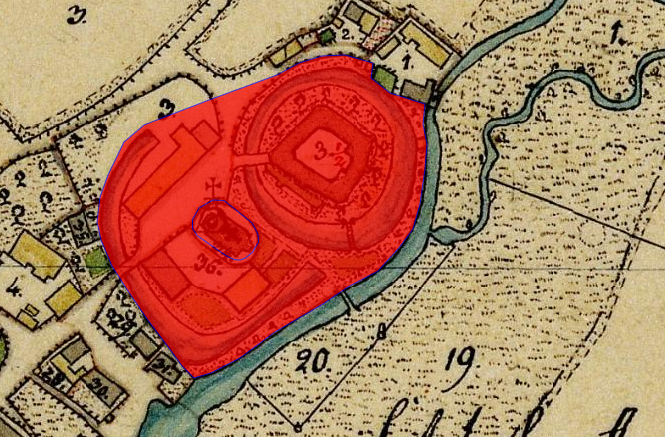
Lageplan von Schloss Geltolfing auf dem Urkataster von Bayern

Das Schloss Geltolfing geht, entsprechend bauhistorischer Untersuchungen, auf eine stattliche Burganlage aus dem 13. Jahrhundert zurück, welche in ihrer Bausubstanz zu großen Teilen noch im heutigen Schloss enthalten ist. Demnach bildete der heutige Ostflügel den Palas, der noch bis zur Traufe weitgehend erhalten ist. An der Südspitze der Anlage erhob sich der Bergfried, der nach einem Brand des Dachstuhls um 1600 nicht über das Dach hinaus erneuert wurde. Der ebenfalls erhaltene Südwestflügel und eine Umfassungsmauer schlossen, zusammen mit einem heute nicht mehr existierendem Torbauwerk, die Anlage ab.
Das Schloss erscheint auf dem Kupferstich von Michael Wening von 1721 als ein von einem Wassergraben geschütztes Ensemble auf einer künstlich geschaffenen Insel. Ebenfalls durch einen Nebenarm des Wassergrabens mit in die Anlage einbezogen war die Kirche Sankt Petrus.
Nach der Lehensvergabe an Graf Joseph von Salern wurde 1777/1778 das Torgebäude zusammen mit einem Nordwestflügel erneuert und die Burg zum heutigen Schloss umgestaltet. An vielen Stellen finden sich unter späteren Farbschichten umfangreiche Wandmalereien aus der Entstehungszeit. Viele Fenster und Türen sind ebenfalls im Original erhalten.
Das Schloss ist seither eine vierflügelige, zweigeschossige Weiherhausanlage mit einem mit Arkaden ausgestatteten Innenhof. Das Eingangstor befindet sich an der Westecke, über den Schlossgraben führt eine rundbogige Brücke. In der Mitte des Nordwestflügels erhebt sich ein barocker Dachgiebel. In einer Rundbogennische darunter steht eine Steinfigur des Erzengels Michael aus der Zeit des Rokoko. Das Eingangstor ist korbbogig ausgebildet, darüber liegen Erkerfenster. Der Innenhof ist geprägt von einem Arkadengang im Erdgeschoß mit darüber befindlichen, fein detaillierten Korbbogenfenstern im Obergeschoß.
Das Schloss ist in Privatbesitz. Das Gebäude war bis 2021 einsturzgefährdet und ist mittlerweile umfangreich saniert und als Wohnanlage umgestaltet.